# Gorgone augusta
Gorgone augusta là một loài bướm đêm trong họ Noctuidae.